# Despina

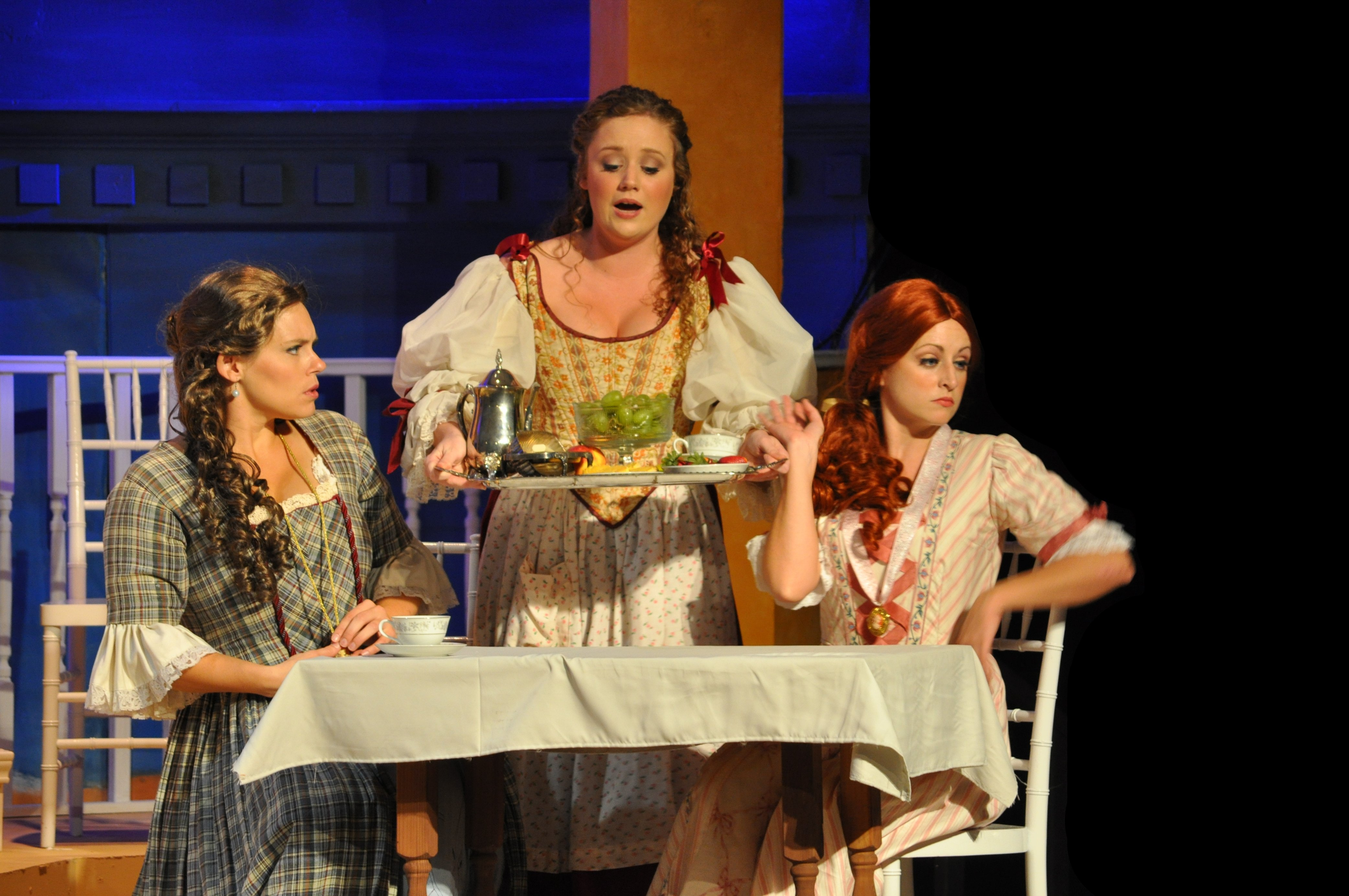
Despina (w środku, trzymająca tacę) usługująca swoim paniom, siostrom Fiordiligi i Dorabelli

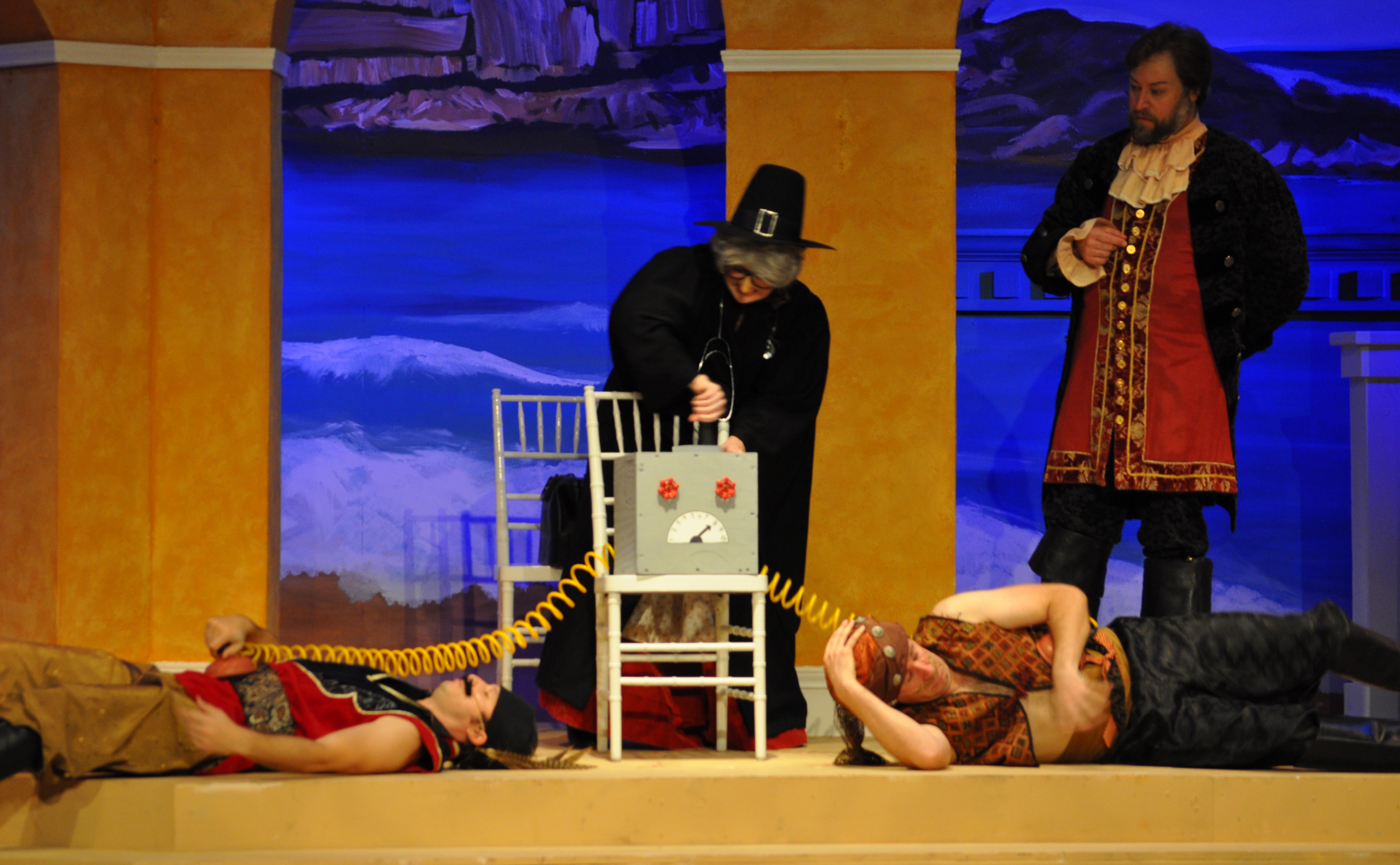
Despina w stroju medyka „ratująca” Ferranda i Guglielma

Despina – postać fikcyjna, jedna z bohaterek opery Così fan tutte (KV 588) z muzyką Wolfganga A. Mozarta skomponowaną do libretta Lorenza Da Pontego. Służąca panien Fiordiligi i Dorabelli, dwóch sióstr z Ferrary. Kluczowa postać planu, a raczej intrygi, Don Alfonsa. Rola napisana na sopran. 
Pierwszą Despiną w czasie światowej prapremiery dzieła, która odbyła się 26 stycznia 1790 w Burgtheater w Wiedniu była Dorothea Bussani.
Despina jest prostą dziewczyną pracującą jako służąca u dwóch młodych panien, sióstr Dorabelli i Fiordiligi zakochanych w żołnierzach, Ferrandzie i Guglielmie. Czuje się ona jednak osobą dość ważną w ich życiu i niekoniecznie od nich gorszą. Pierwszy raz zjawia się w operze po ckliwym pożegnaniu dziewcząt z ich narzeczonymi wybierającymi się rzekomo na pole bitwy. Służąca przygotowuje swoim pannom poranną czekoladę, próbuje jednak jej zachęcona zapachem i w przekonaniu, że jej należy się też odrobina tego, co siostrom, dla których pracuje. Kiedy zaś panny się wreszcie zjawiają i serwuje im to, co dla nich przygotowała, te nie chcą nawet słyszeć o jedzeniu, tak są przybite wydarzeniami, które rozdzielają je z ukochanymi. Kiedy wreszcie udaje jej się dowiedzieć, o co chodzi, nie tylko chce je pocieszyć, ale śmieje się nawet z męskiej wierności, a raczej odsłania niewierność twierdząc, że nawet niestały wietrzyk jest bardziej wiarygodny od młodych żołnierzy.
Ją też postanawia w swoją intrygę choć częściowo wtajemniczyć Don Alfonso, obawiając się, aby będąc wystarczająco sprytną nie zdemaskowała choćby przypadkowo chłopców, którzy mają pojawić się u swych wybranek w przebraniach. Płaci jej za współpracę małą sumkę, która dla niej i tak jest atrakcyjnym zarobkiem. Faktycznie jednak Despina nie rozpoznaje amantów wyglądających raczej jak antidotum na miłość, a kiedy panny przyłapują ją z obcymi i nawet nie chcą słyszeć o zamiarach przebranych chłopców, Despina sama obmyśla dalszy plan, którym dzieli się z Don Alfonsem. Zalotnicy w albańskich przebraniach piją arszenik w ogrodzie swoich wybranek i na ich oczach. Wezwana Despina ma jak najszybciej sprowadzić medyka, lecz zamiast tego, sama zjawia się w lekarskim przebraniu. Jej zabiegi, choć leczniczo wydają się skuteczne, nadal nie powodują zmiany nastawienia Dorabelli i Fiordiligi do przebranych zalotników.
Despina na początku drugiego aktu udziela dziewczętom rad, jak powinny zachowywać się wobec mężczyzn, gdzie niezobowiązujący flirt może być dobrym remedium na wyjazd młodych żołnierzy. Tym razem jej słowa trafiają na podatniejszy grunt. Razem z Don Alfonsem szykują mały występ przebranych zalotników w ogrodzie. Gdy dziewczyny wreszcie ulegają, również Despina jest gotowa przygotować ich wesela i występuje jako fałszywy notariusz. Kiedy cała intryga się wyjaśnia, jest zdziwiona nie mniej niż jej panie.

## Główne fragmenty z udziałem postaci
Głównymi fragmentami przeznaczonymi dla tej roli są:

### Akt I
- Che vita maledetta...
- In uomini! In soldati...
- Finał

### Akt II
- Una donna a quindici anni
- Finał